# Nahbereichssituation
Als Nahbereichssituation bezeichnet man in der Seefahrt eine Situation, in der sich zwei Wasserfahrzeuge so nah kommen, dass die erhöhte Gefahr eines Zusammenstoßes besteht.

## Rechtliche Bedeutung
Ungewollte Nahbereichssituationen auf See sind grundsätzlich zu vermeiden. Die Kollisionsverhütungsregeln (KVR) schreiben vor, wie man sich zu verhalten hat, um nicht in eine solche Situation zu kommen, und was zu tun ist, wenn man doch in eine solche Situation kommt. 
- KVR Regel 8

c) Ist genügend Seeraum vorhanden, so kann eine Kursänderung allein die wirksamste Maßnahme zum Meiden des Nahbereichs sein, vorausgesetzt, dass sie rechtzeitig vorgenommen wird, durchgreifend ist und nicht in einen anderen Nahbereich führt.
- KVR Regel 19

d) Ein Fahrzeug, das ein anderes Fahrzeug lediglich mit Radar ortet, muss ermitteln, ob sich eine Nahbereichslage entwickelt und/oder die Möglichkeit der Gefahr eines Zusammenstoßes besteht. Ist dies der Fall, so muss es frühzeitig Gegenmaßnahmen treffen; ändert es deshalb seinen Kurs, so muss es nach Möglichkeit folgendes vermeiden:
i) eine Kursänderung nach Backbord gegenüber einem Fahrzeug vorlicher als querab, außer beim Überholen;
ii) eine Kursänderung auf ein Fahrzeug zu, das querab oder achterlicher als querab ist.
Diese Regel ist bei verminderter Sicht in Nahbereichssituationen besonders wichtig, weil von den allgemeinen Ausweichregeln nach der KVR abgewichen wird. Jedes Fahrzeug ist verpflichtet, die Nahbereichssituation zu meiden oder zu verlassen. Außerdem entsteht mit dieser Regel die Pflicht zum Radarplotten.